# Sale Gosse (film)
Pour plus de détails, voir Fiche technique et Distribution.
Sale Gosse est un film français réalisé par Claude Mouriéras et sorti en 1996.

## Fiche technique
- Titre : Sale Gosse
- Réalisation : Claude Mouriéras
- Scénario : Claude Mouriéras
- Photographie : Walther Vanden Ende
- Décors : Yves Cassagne
- Costumes : Mimi Lempicka
- Son : Jean-Pierre Duret et Nicolas Naegelen
- Musique : Nicola Piovani
- Montage : Monique Dartonne
- Production : Les Films Alain Sarde - Auvergne-Rhône-Alpes Cinéma - TF1 Films Production
- Pays :  France
- Durée : 90 minutes
- Date de sortie : France - 27 mars 1996

## Distribution
- Anouk Grinberg : Nina
- Axel Lingée : Martin
- Alberto Gimignani : Pippo
- Philippe Madala : Miguel
- Sotigui Kouyaté : Tewfik
- Ahmed Douache : Karim
- Maaïke Jansen : Germaine